# Pancsova
Pancsova (szerbül Панчево / Pančevo, németül Pantschowa vagy Banstadt, románul Panciova) város Szerbiában, a Vajdaságban. A Dél-bánsági körzet és a pancsovai község központja.

## Fekvése
Belgrádtól 16 km-re északkeletre, a Temes és a Duna találkozásánál, mindkét folyó bal partján fekszik.

## Nevének eredete
Neve a közeli Ponyavica patak nevéből származik, az pedig a szerb ponjavica (= gyűszűvirág) főnévből. Ezt a betelepülő szlávok Pancsevóra alakították és ebből lett a ma használatos magyar neve. Valószínűleg az eredeti magyar elnevezést is innen nyerte a város, amit néhányan a „pancsol” szóból véltek eredeztetni.
Középkori magyar neve az ószláv eredetű Pancsaly.

## Története
1430-ban Panczal néven említik. Vidékén állott a honfoglalás idején Kövivár. 1660-ban fa erődítménye volt. Itt győzte le 1739. július 30-án Oliver Wallis császári tábornok a törököt. 1848. március 22-én magyar lakossága a forradalom mellé állt, július 15-én Rajacsics metropolita szerb sereggel bevonult, majd július 23-án lefegyverezte a magyar és német lakosságot. 1848. december 27-én itt halt meg Stevan Šupljikac szerb vajda. 1849. január 2-án itt ütközött meg Kiss Ernő tábornok Ferdinand von Mayerhofer császári tábornok seregével.
1849. április 10-én itt aratott győzelmet Perczel Mór a szerbek felett. 1774-től a németbánsági ezred székhelye, 1872-től a trianoni békediktátumig Torontál vármegyéhez tartozott, a Pancsovai járás székhelye volt, 1910-től törvényhatósági jogú város.
A város manapság jelentős vegyipari központ, ahol kőolajfinomító üzem található.

## Itt születtek, itt éltek
- Requinyi Géza - vegyészmérnök, borász, egyetemi tanár, a mezőgazdasági tudományok kandidátusa (1952). 1881. július 14-én itt született.
- Manno Miltiades - magyar sportember, művész-polihisztor. A magyar labdarúgó bajnokság első gólkirálya, válogatott evezős, atléta és korcsolyázó sportpolihisztor, grafikus, festő- és szobrászművész, a Ferencvárosi Torna Club labdarúgó-címerének tervezője. Itt született 1879. március 3-án.
- Csalog József (1937-ig Csalogovits József) őskoros régész, néprajzkutató; a szekszárdi múzeum (1934-45), a keszthelyi Helikon Múzeum (1949-51), a Jászberényi Múzeum (1951-54) illetve a szentesi Koszta József Múzeum (1954-64) igazgatója. Pancsován született 1908. március 13-án.
- Stevan Šupljikac (1786-1848) katonatiszt, 1848-tól vezérőrnagyi rangban a császári hadsereg tábornoka, az 1848–1849 között fennálló Szerb Vajdaság első vajdája.
- Lambrecht Kálmán (Pancsova, 1889. május 1. – Pécs, 1936. január 7.) paleontológus, ornitológus, etnográfus, a pécsi Erzsébet Tudományegyetem magántanára.
- Jeanplong József (Pancsova, Torontál vármegye, 1919. április 2. – Budapest, 2006. október 20.) egyetemi tanár, biológus, botanikus. Botanikai szakmunkákban nevének rövidítése: „Jeanpl.”.

## Népessége
1910-ben 20808 lakosából 3364 fő magyar, 7467 fő német, 244 fő szlovák, 769 fő román, 1 fő rutén, 135 fő horvát, 8714 fő szerb, 114 egyéb anyanyelvű volt. Ebből 7510 fő római katolikus, 225 fő görögkatolikus, 993 fő református, 1979 fő ág. hitv. evangélikus, 9361 fő görögkeleti ortodox, 7 fő unitárius, 706 fő izraelita, 27 fő egyéb vallású volt. A lakosok közül 13719 fő tudott írni és olvasni, 9185 lakos tudott magyarul.

## Helyi közösségek

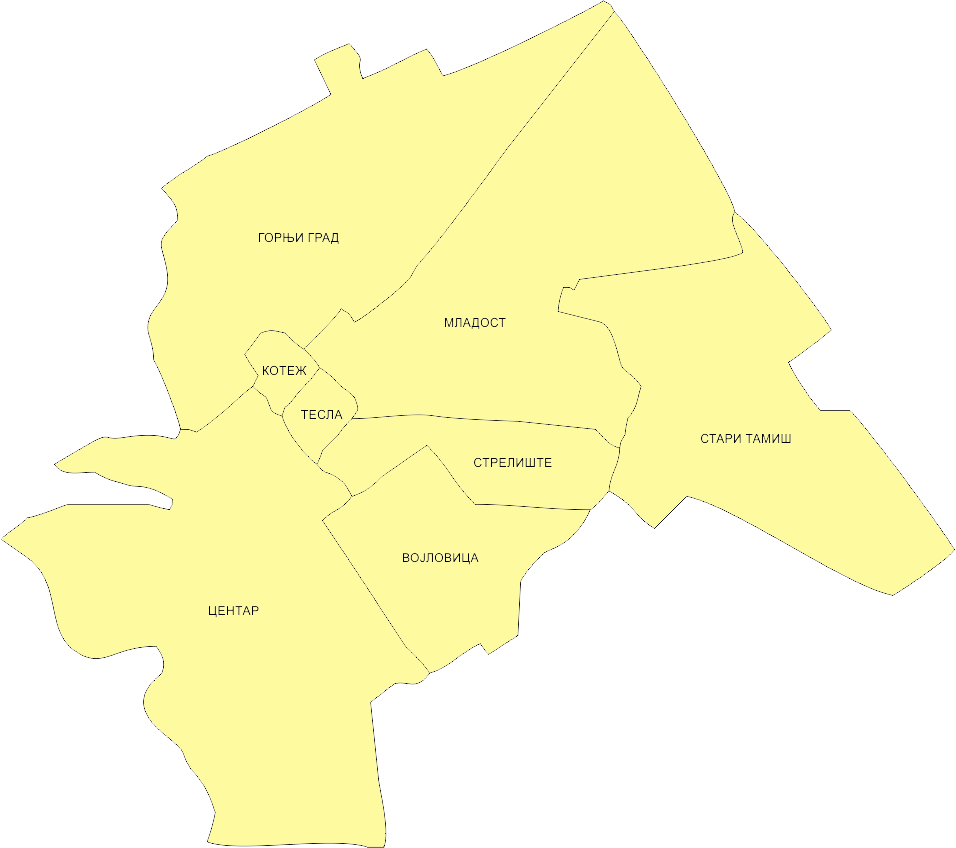
Pancsova helyi közösségei

- Gornji Grad
- Hertelendyfalva (Vojlovica)
- Kotež
- Központ (Centar)
- Mladost
- Stari Tamiš
- Strelište
- Tesla

## A népesség etnikai megoszlása

### Községi adatok
| Év   | Teljes népesség | Szerb  | Német  | Román  | Magyar | Szlovák | Macedón | Jugoszláv | Horvát | Cigány | Egyéb  |
| 1910 | 62 491          | 31,0%  | 36,72% | 15,77% | 10,30% | 2,05%   | 0,00%   | 0,00%     | 2,2%   | 0,53%  | 1,43%  |
| 1931 | 63 158          | 36,15% | 38,50% | 0,0%   | 7,37%  | 0,0%    | 0,0%    | 0,0%      | N. A.  | N. A.  | 17,96% |
| 1961 | 93 744          | 64,40% | 0,0%   | 7,71%  | 8,17%  | 2,30    | N. A.   | N. A.     | 2,99%  | 0,22%  | 14,21% |
| 1991 | 125 261         | 68,92% | 0,24%  | 4,03%  | 4,02%  | 1,39%   | N. A.   | N. A.     | 1,35%  | 0,79%  | 19,26% |
| 2002 | 127 162         | 76,38% | 0,18%  | 3,19%  | 3,17%  | 1,24%   | 4,14%   | 2,35%     | 0,92%  | 1,09%  | 7,34%  |

### Városi adatok
| Év   | Teljes népesség | Szerb  | Német  | Jugoszláv | Magyar | Szlovák | Macedón | Montenegrói | Horvát | Egyéb |
| 1910 | 20 808          | 41,88% | 35,89% | 0,00%     | 16,17% | 1,17%   | 0,00%   | 0,00%       | 0,65%  | 4,24% |
| 1991 | 72 793          | 72,57% | 0,31%  | 8,75%     | 5,56%  | 2,20%   | 2,40%   | 1,88%       | 1,35%  | 4,98% |
| 2002 | 77 087          | 79,08% | 0,24%  | 2,35%     | 4,25%  | 1,82%   | 1,55%   | 1,03%       | 0,92%  | 9,00% |

## Galéria

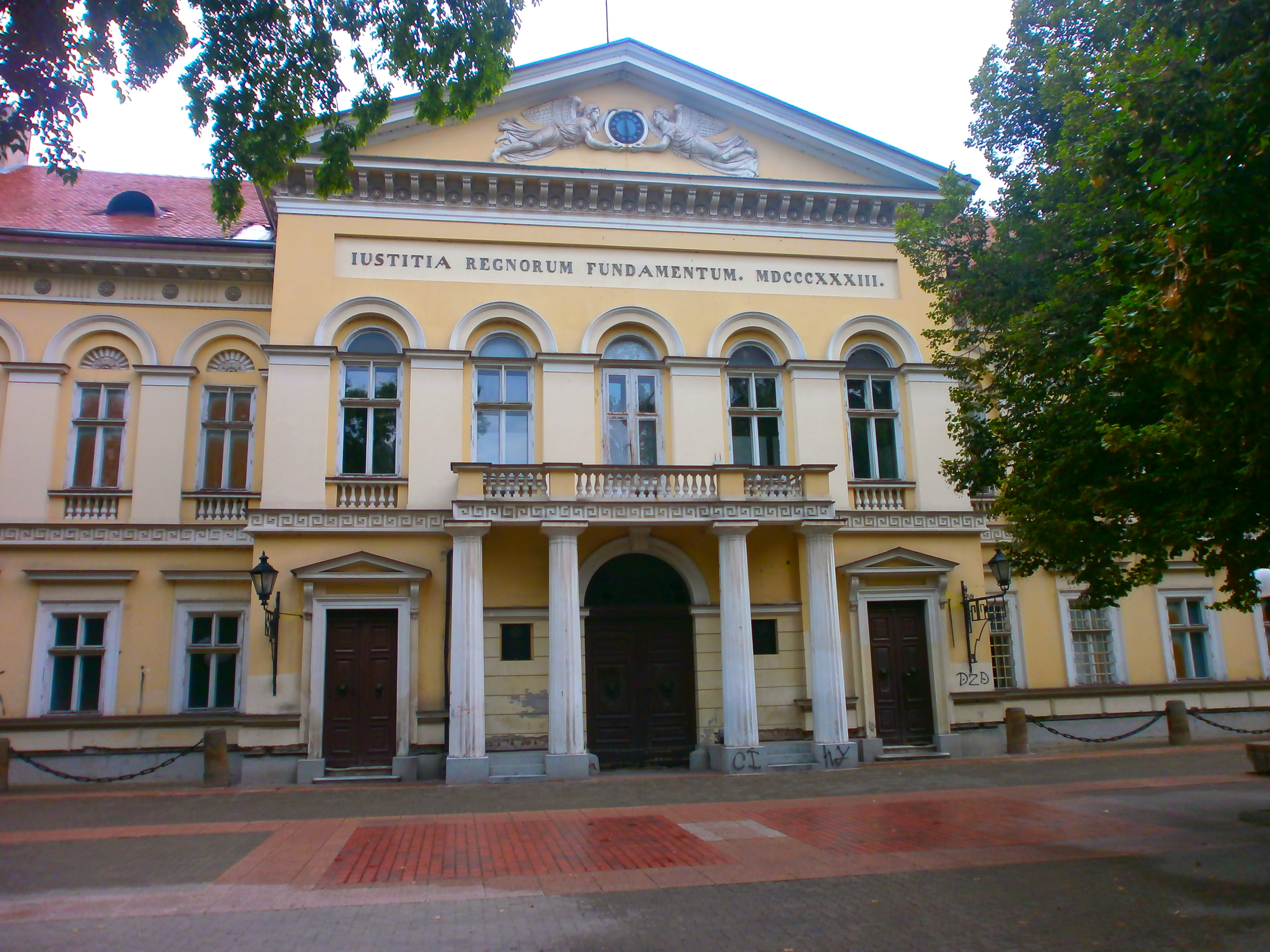
Városháza
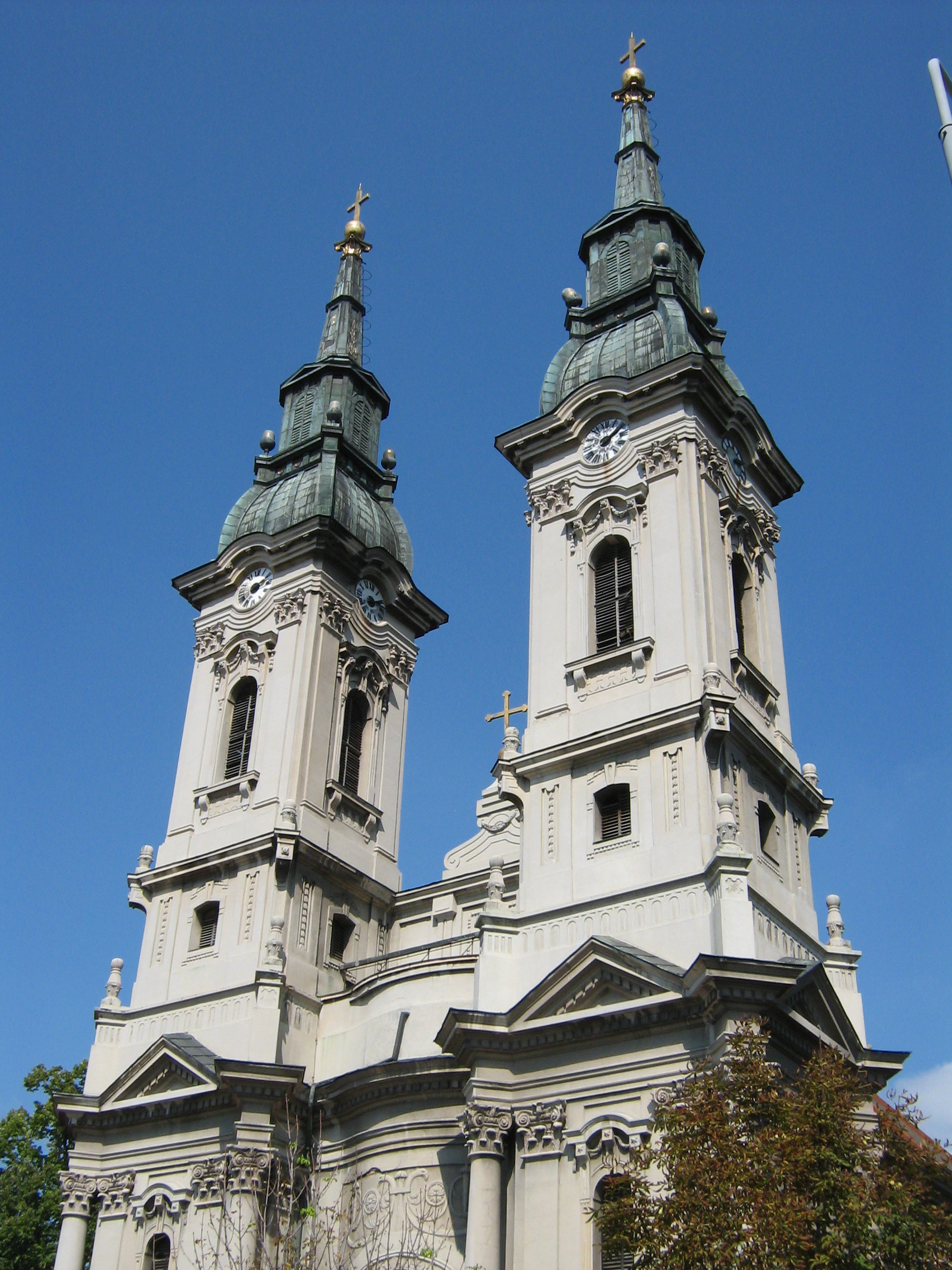
Az ortodox templom
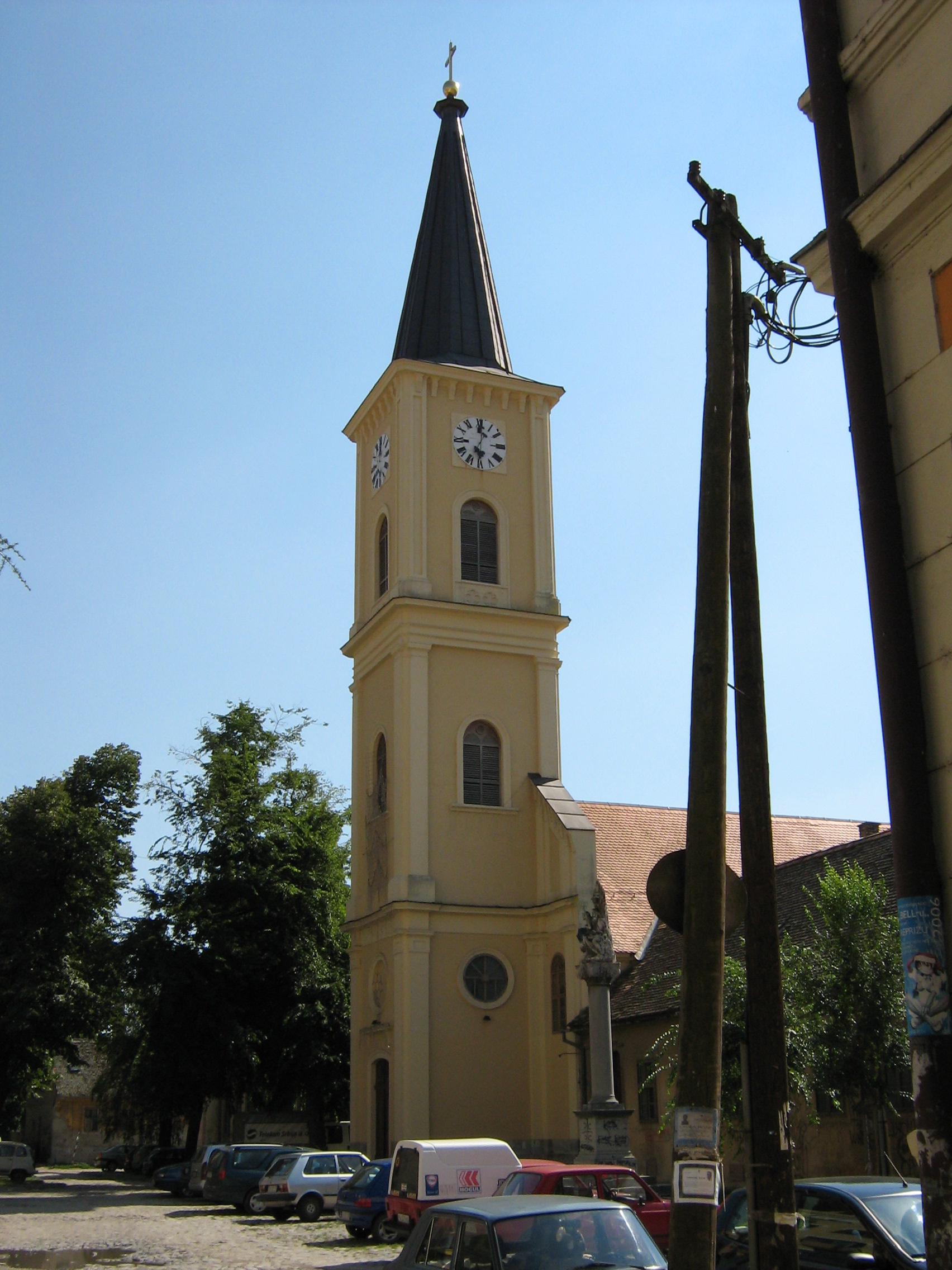
A római katolikus templom
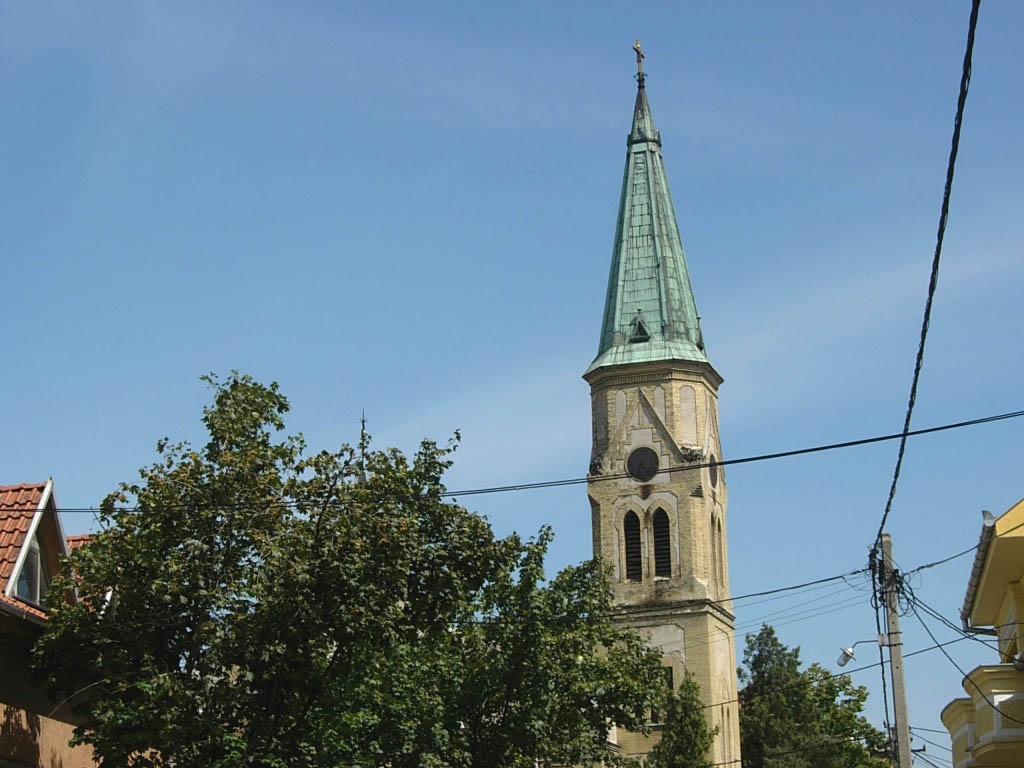
Az evangélikus templom
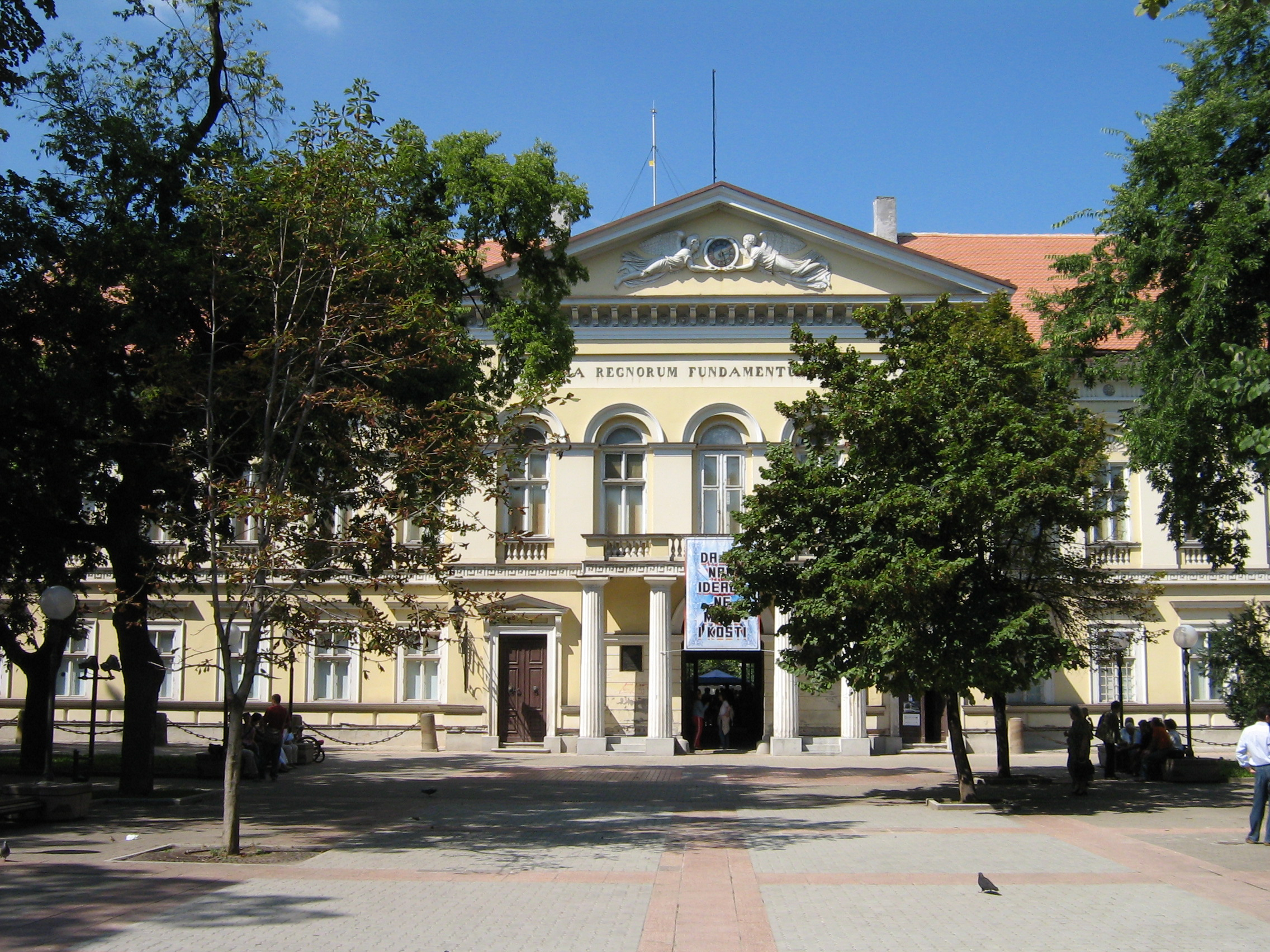
A nemzeti múzeum
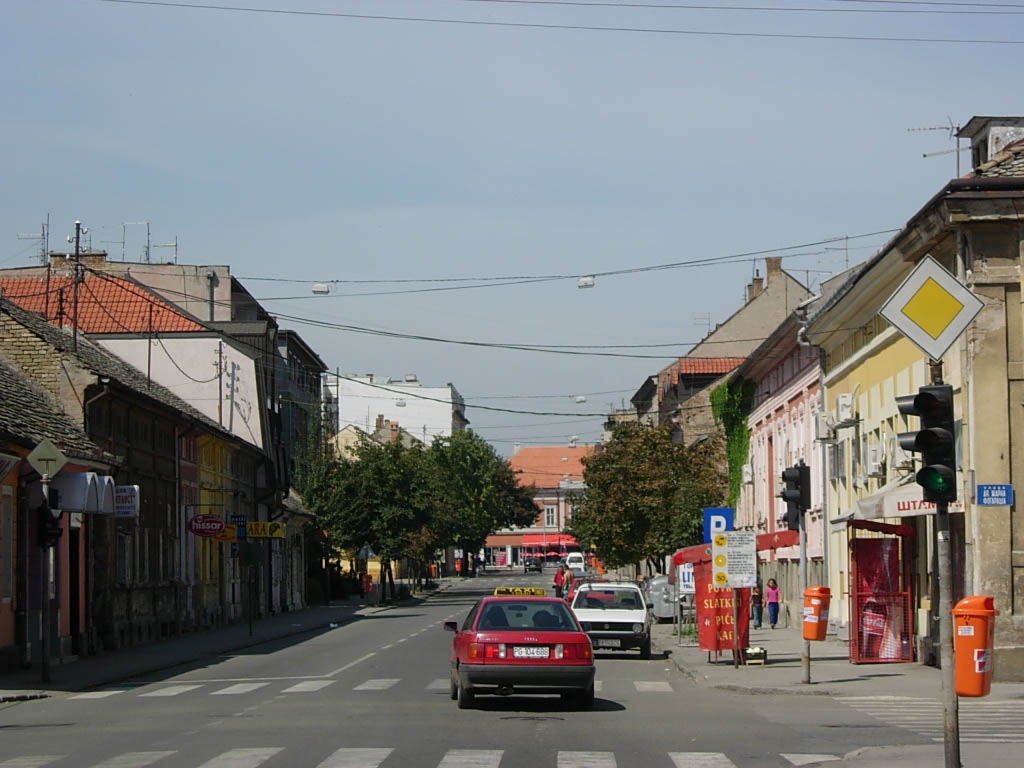
A pancsovai óváros
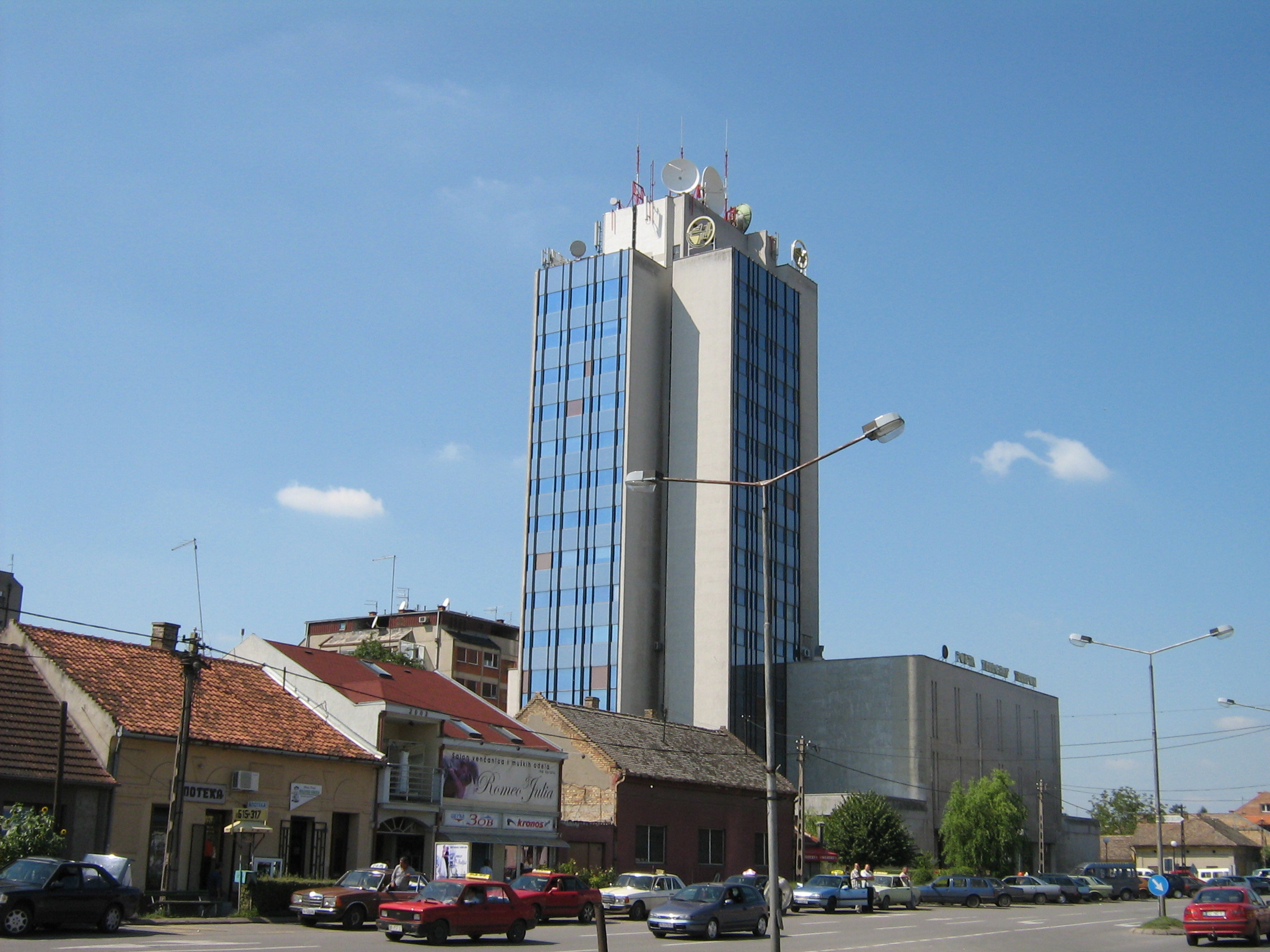
Posta
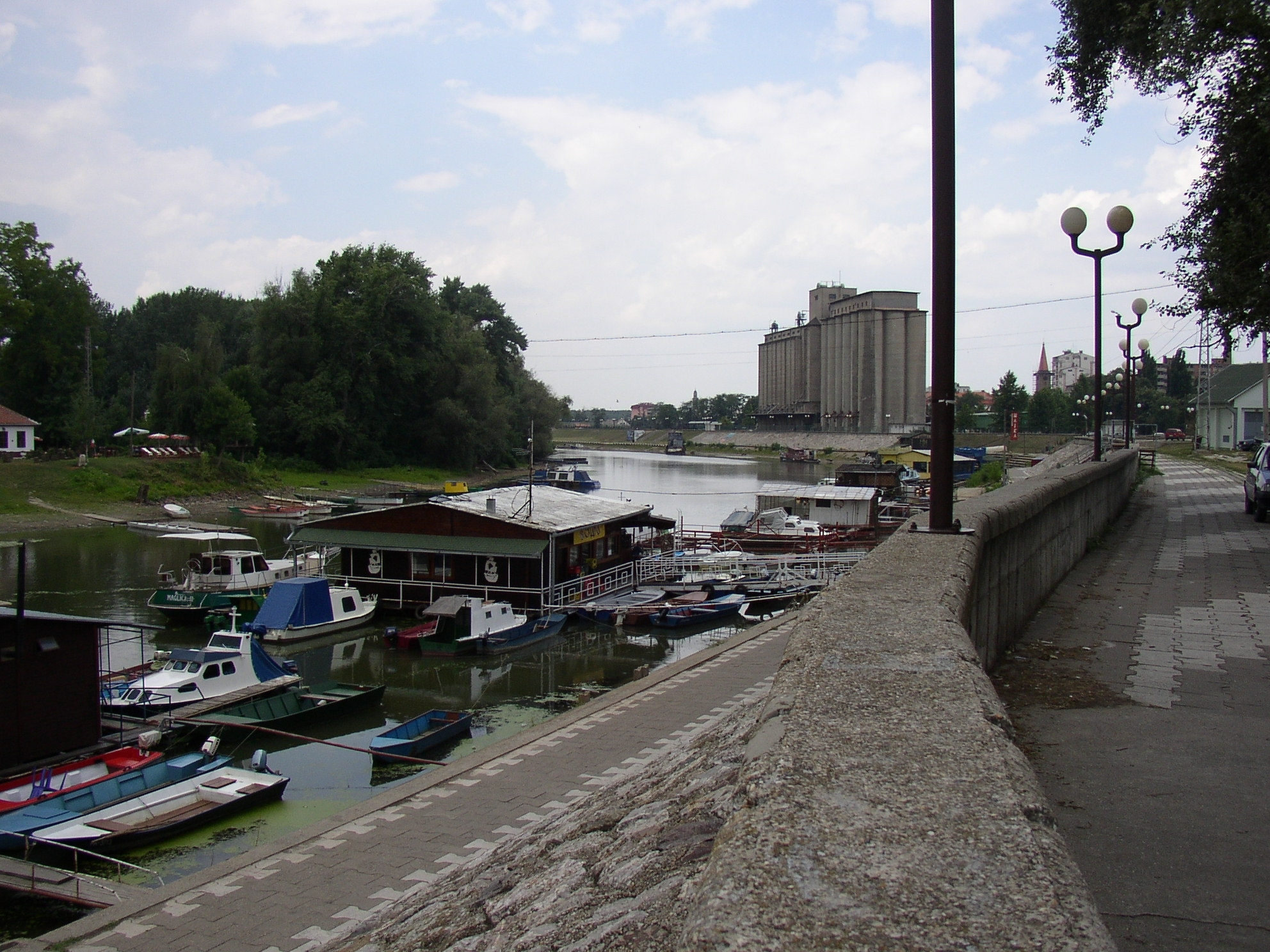
A Temes Pancsovánál
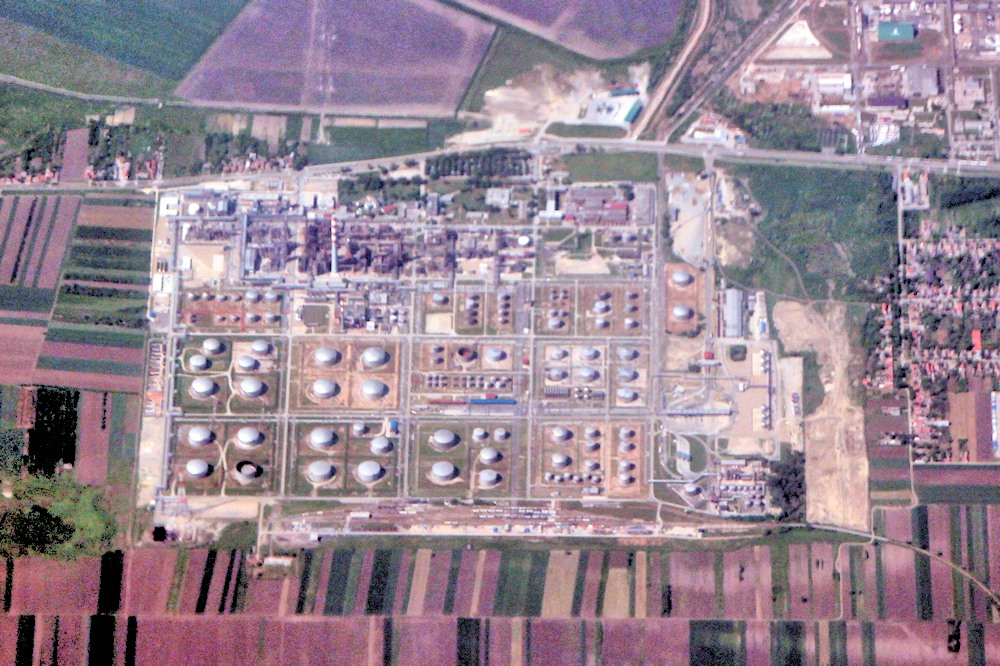
NIS olajfinomító
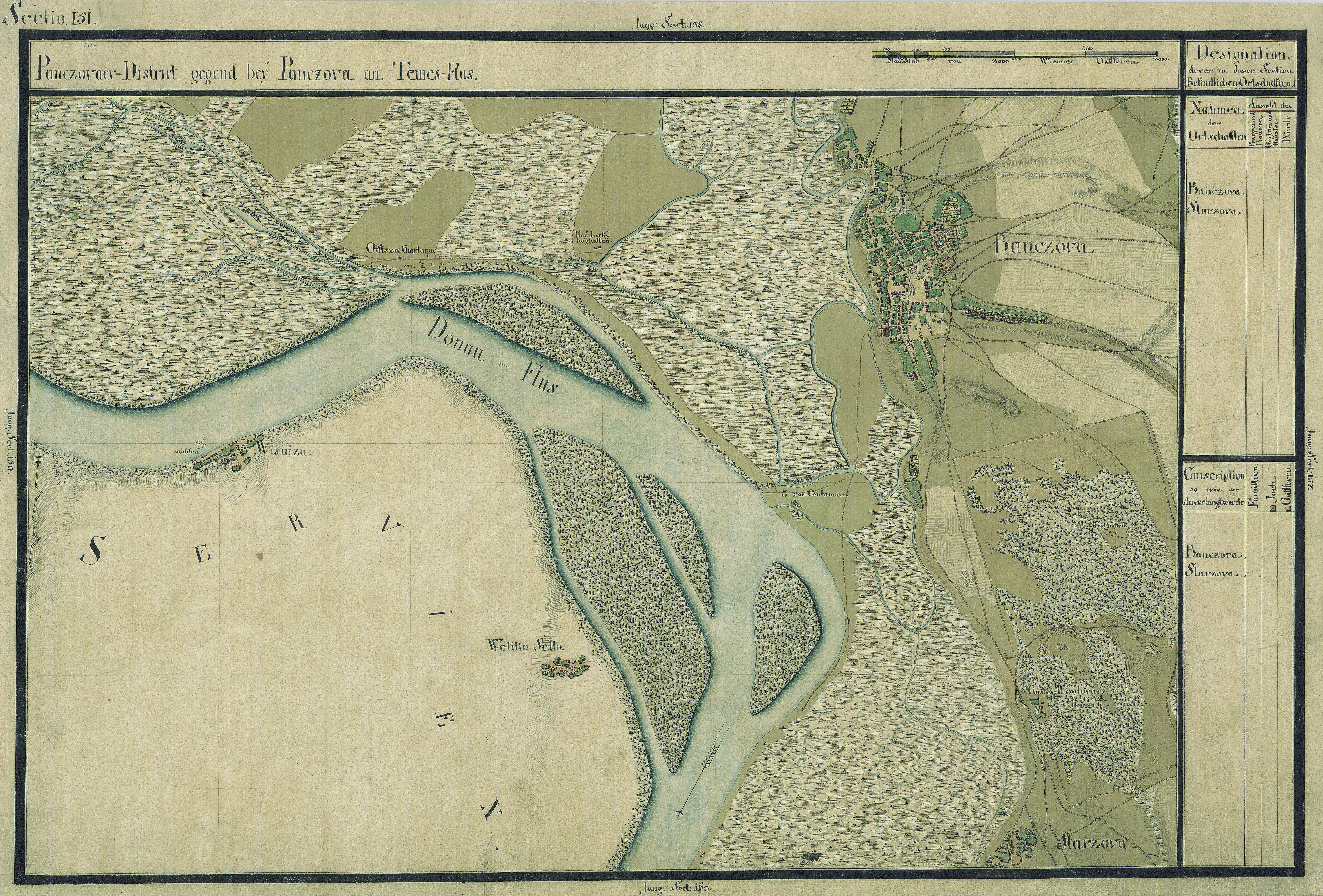
Pancsova környéke 1769-72 között

## Külső hivatkozások
- Pancsova K-013 radio
- Pancsova város hivatalos honlapja (szerbül és angolul)
- Pancsova város nem hivatalos honlapja (szerbül)
- Pancsova története Archiválva 2009. június 28-i dátummal a Wayback Machine-ben